# Ochtezeele
Ochtezeele är en kommun i departementet Nord i regionen Hauts-de-France i norra Frankrike. Kommunen ligger i kantonen Cassel som tillhör arrondissementet Dunkerque. År 2022 hade Ochtezeele 363 invånare.

## Befolkningsutveckling
Antalet invånare i kommunen Ochtezeele
| Referens: INSEE |